# Sennheiser MD 21

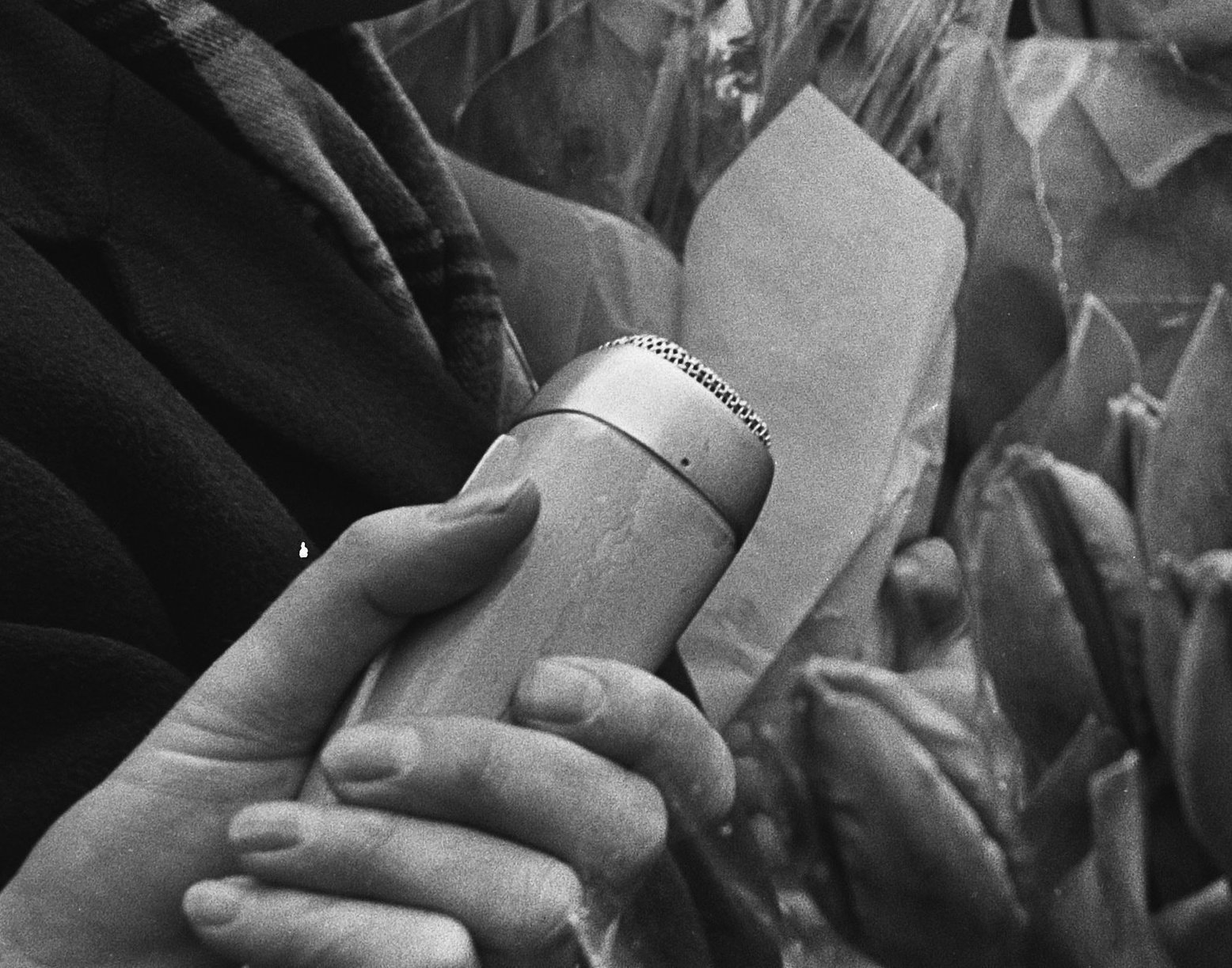
MD 21 im Reportageeinsatz

Das Sennheiser MD 21 ist ein seit 1953 von der deutschen Firma Sennheiser hergestelltes dynamisches Mikrofon.

## Merkmale
Das Mikrofon hat einen Frequenzgang von 40–18000 Hz und eine Kugelcharakteristik. Seine Abmessungen sind 137 × 65 × 67 mm, es wiegt etwa 300 Gramm. Es wurde mit Tuchelstecker betrieben, heute hat es eine XLR-Buchse. Von der Firma Grundig wurde das Mikrofon unter der Modellbezeichnung GDM 121 vertrieben, von der Firma Telefunken als MD 21/6. Der Mikrofonkorb ist bei früheren Varianten gerade, in der heute erhältlichen Form ist er nach außen gewölbt.

## Geschichte
Das MD 21 wurde 1953 auf der Deutschen Industriemesse Hannover vorgestellt, zu dieser Zeit noch ohne den Firmennamen Sennheiser, der erst 1958 eingeführt wurde. Es etablierte sich als Standardmikrofon für Funk- und Fernsehreportagen. Seine Nachfolger als Reportagemikrofone sind das Sennheiser MD 421 mit Nieren- und das Sennheiser MD 441 mit Supernierencharakteristik.
Ende der 1950er Jahre waren zwei MD 21 am Rednerpult des Bonner Bundestags im Einsatz, zuvor zwei Beyer M19. Jeweils zwei der beiden Modelle wurden während der „Ich bin ein Berliner“-Rede von John F. Kennedy am 26. Juni 1963 in Berlin-Schöneberg eingesetzt, für deren Filmtonaufnahme des SFB der spätere Moderator Peter Lustig verantwortlich war. In den 1970er Jahren warb Sennheiser für das Mikrofon mit Rudi Carrell.

## Heutige Verwendung
Heute wird es unter anderem für die Abnahme von Mundharmonika oder Blues Harp sowie von Schlagzeug und Gitarrenverstärkern verwendet. Der Vorteil der Kugelcharakteristik besteht darin, dass sie keinen Nahbesprechungseffekt erzeugt.

## Historische Abbildungen

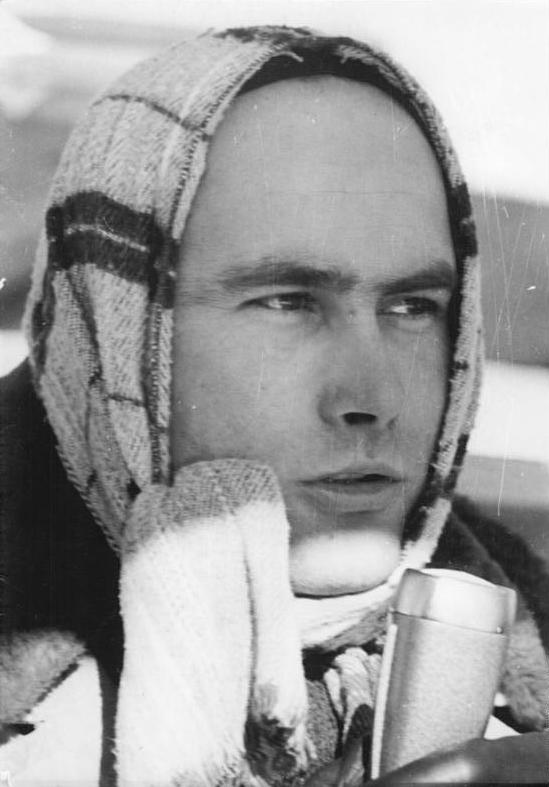
Heinz Florian Oertel (1956)
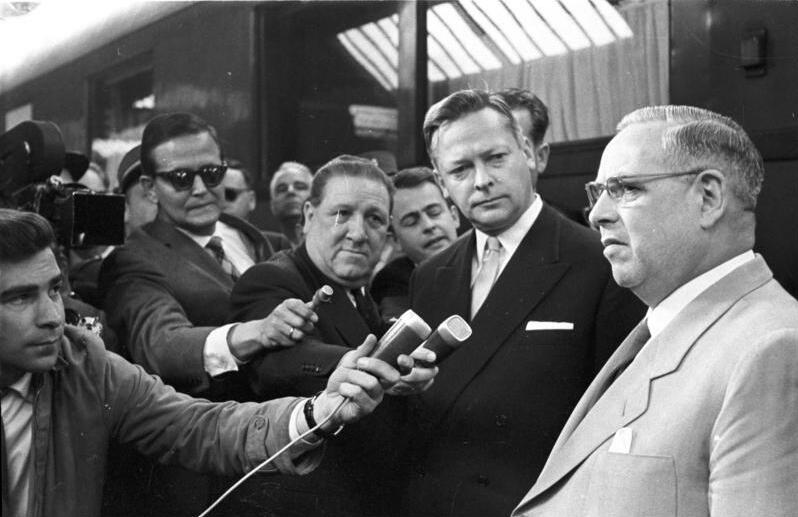
Lothar Bolz (1959)
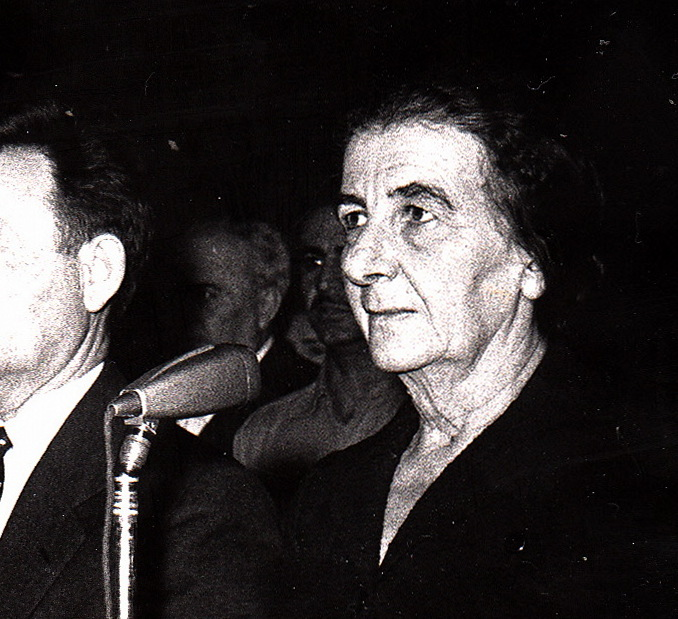
Golda Meir (1960)
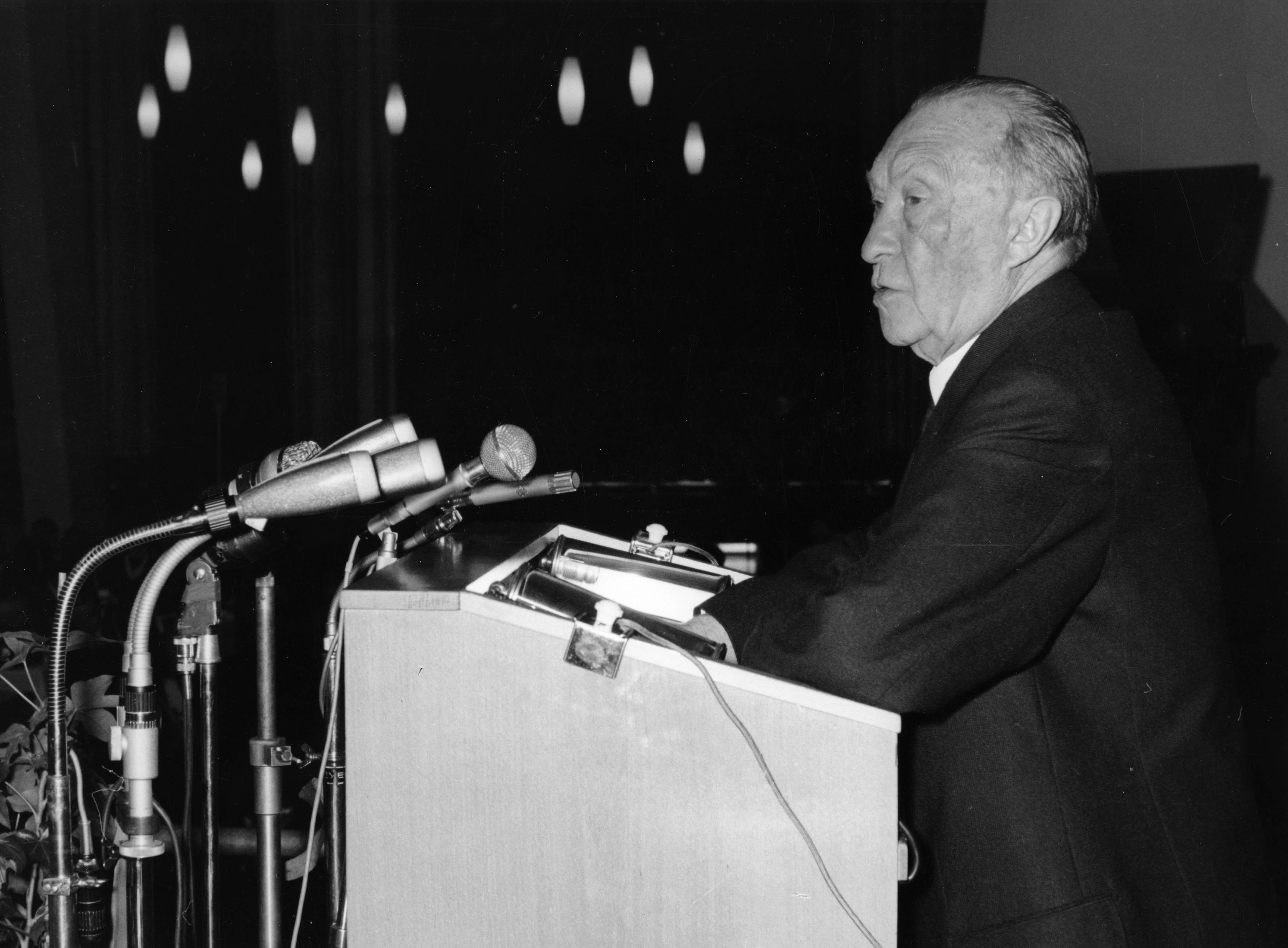
Konrad Adenauer (1961)
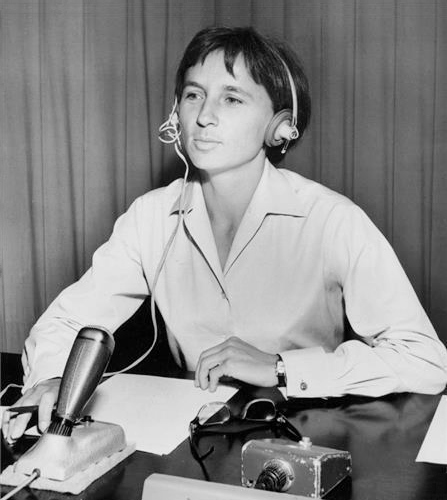
Milka Babović (1960er Jahre)
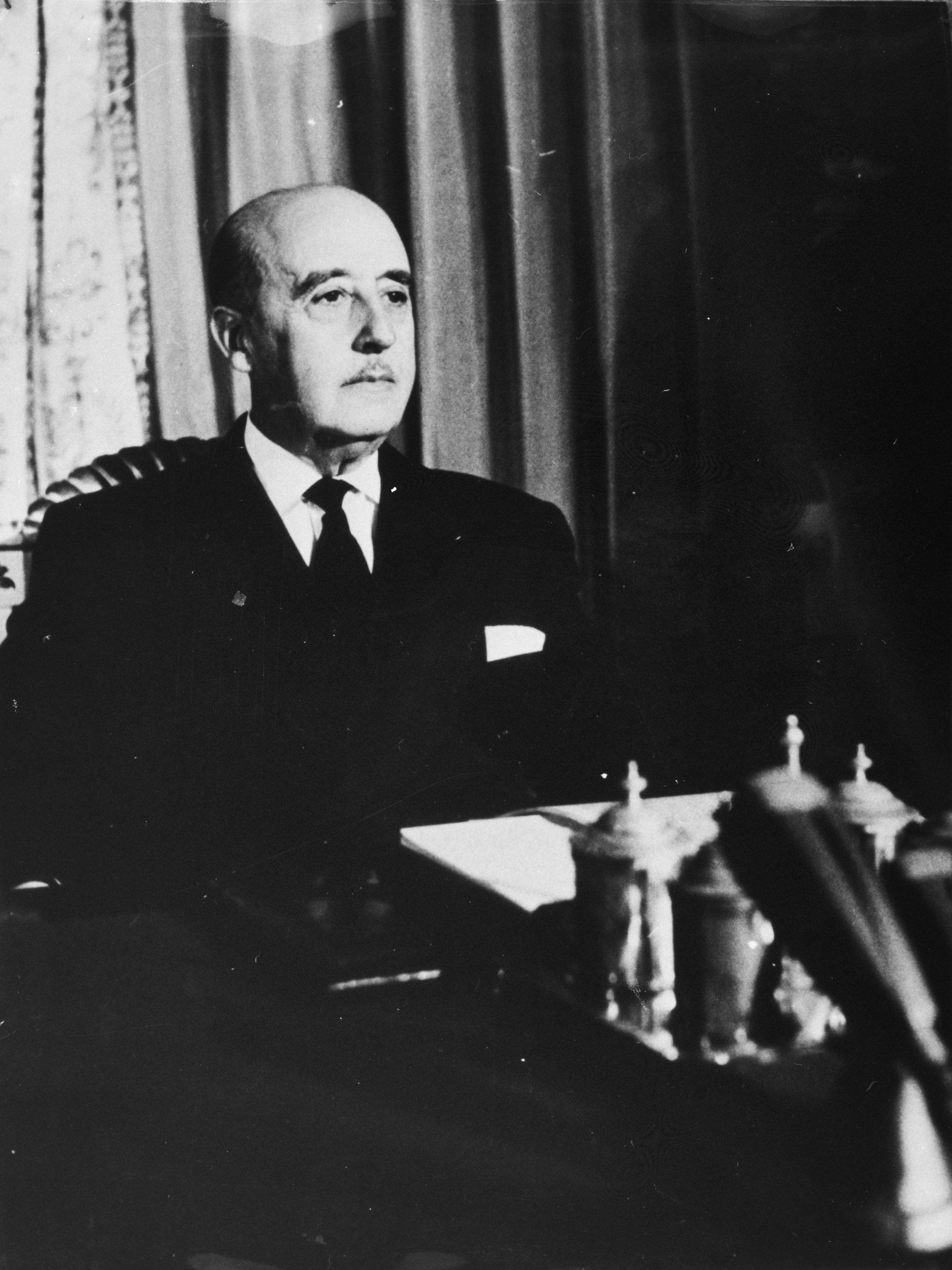
Francisco Franco (1964)
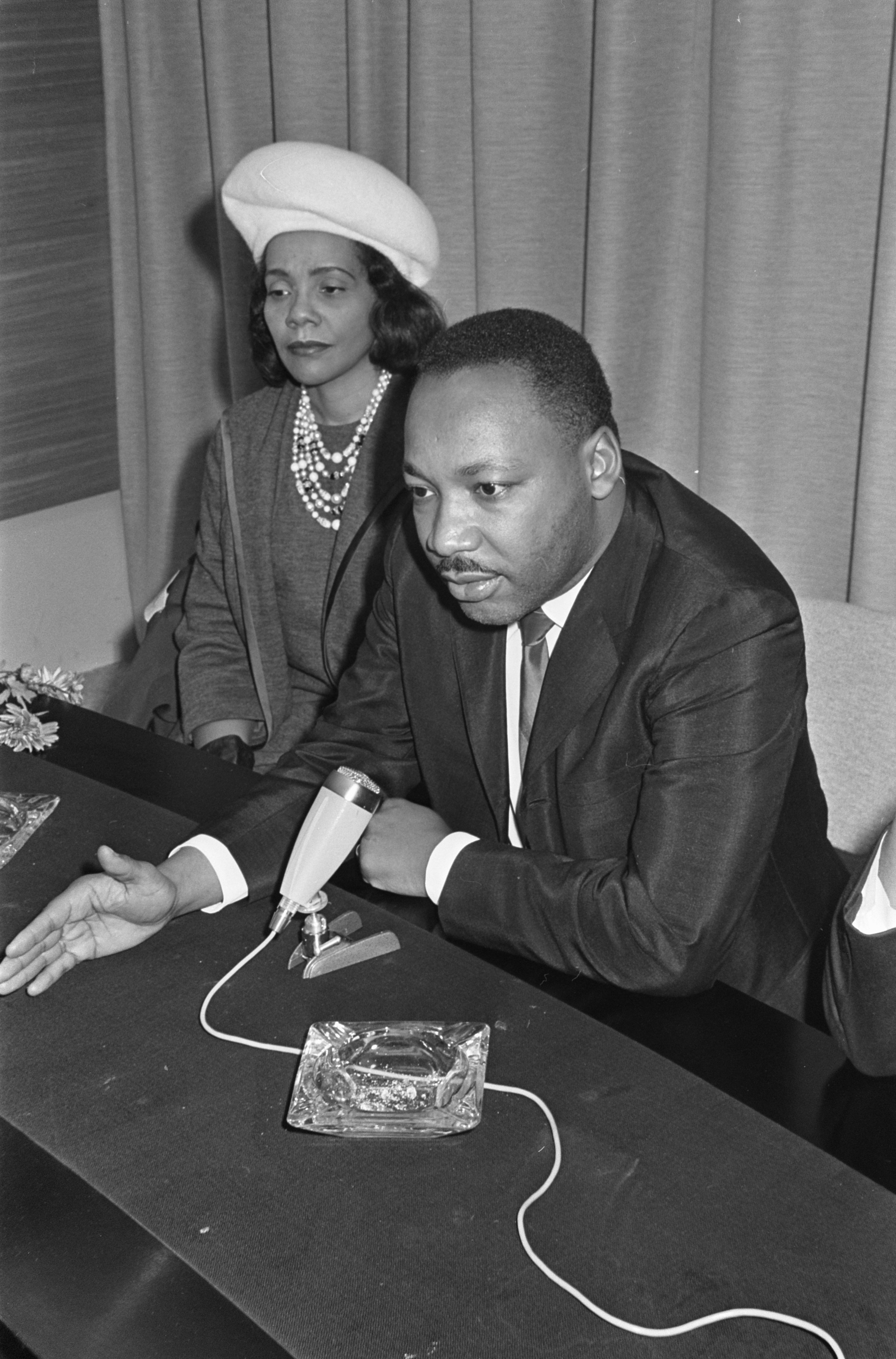
Martin Luther King (1965)
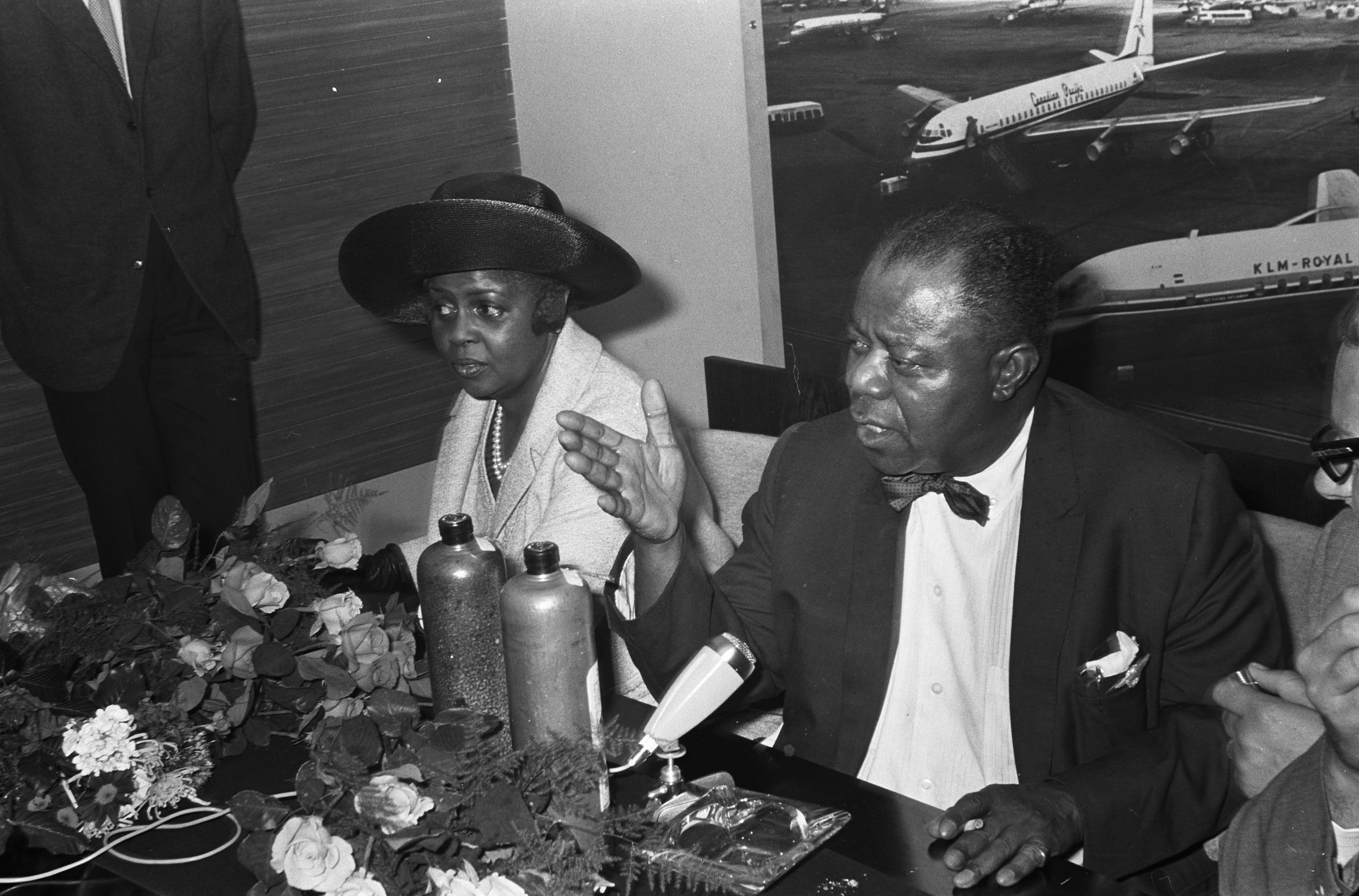
Louis Armstrong (1965)
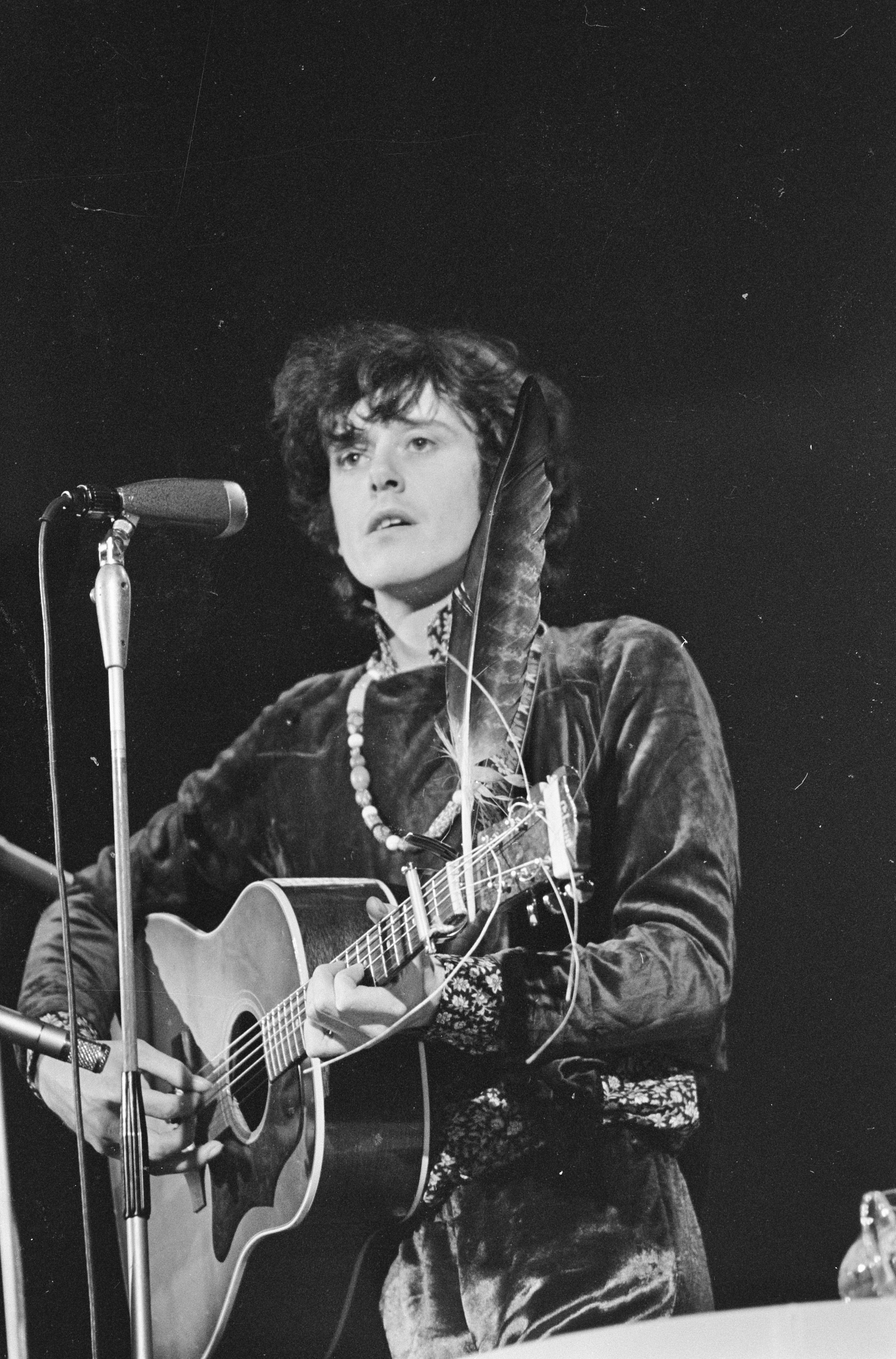
Donovan (1967)
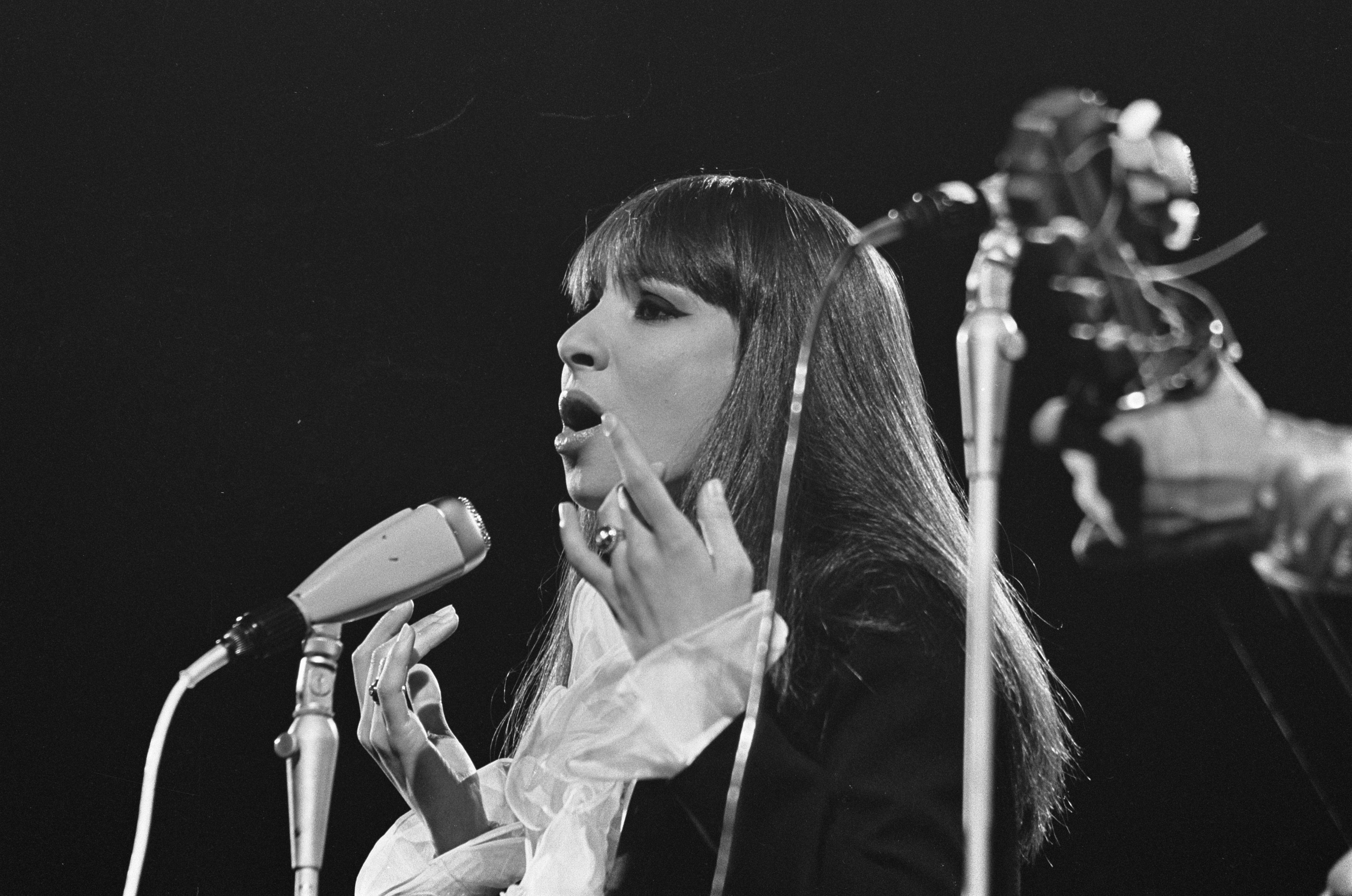
Esther Ofarim (1968)
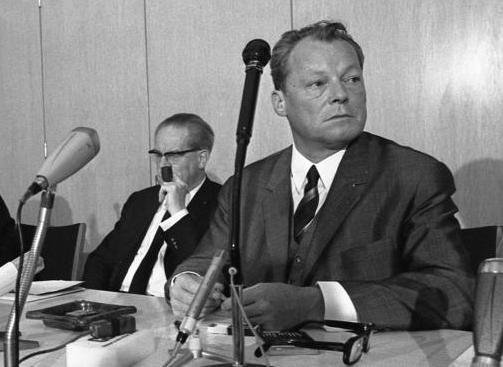
Herbert Wehner und Willy Brandt (1969)
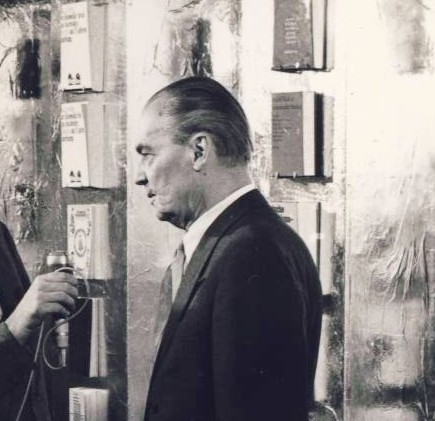
Siegfried Unseld (1969)
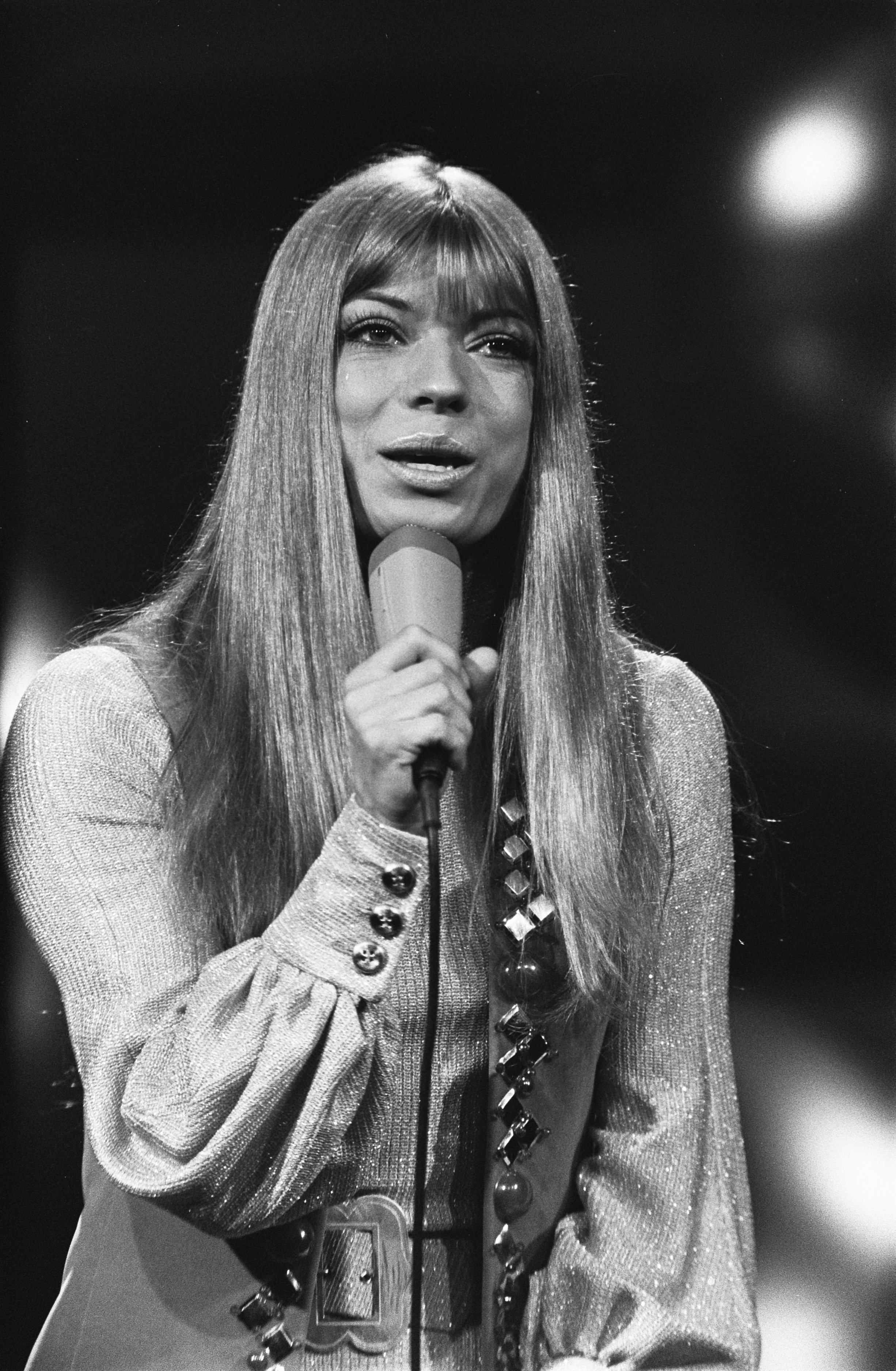
Katja Ebstein (1970)
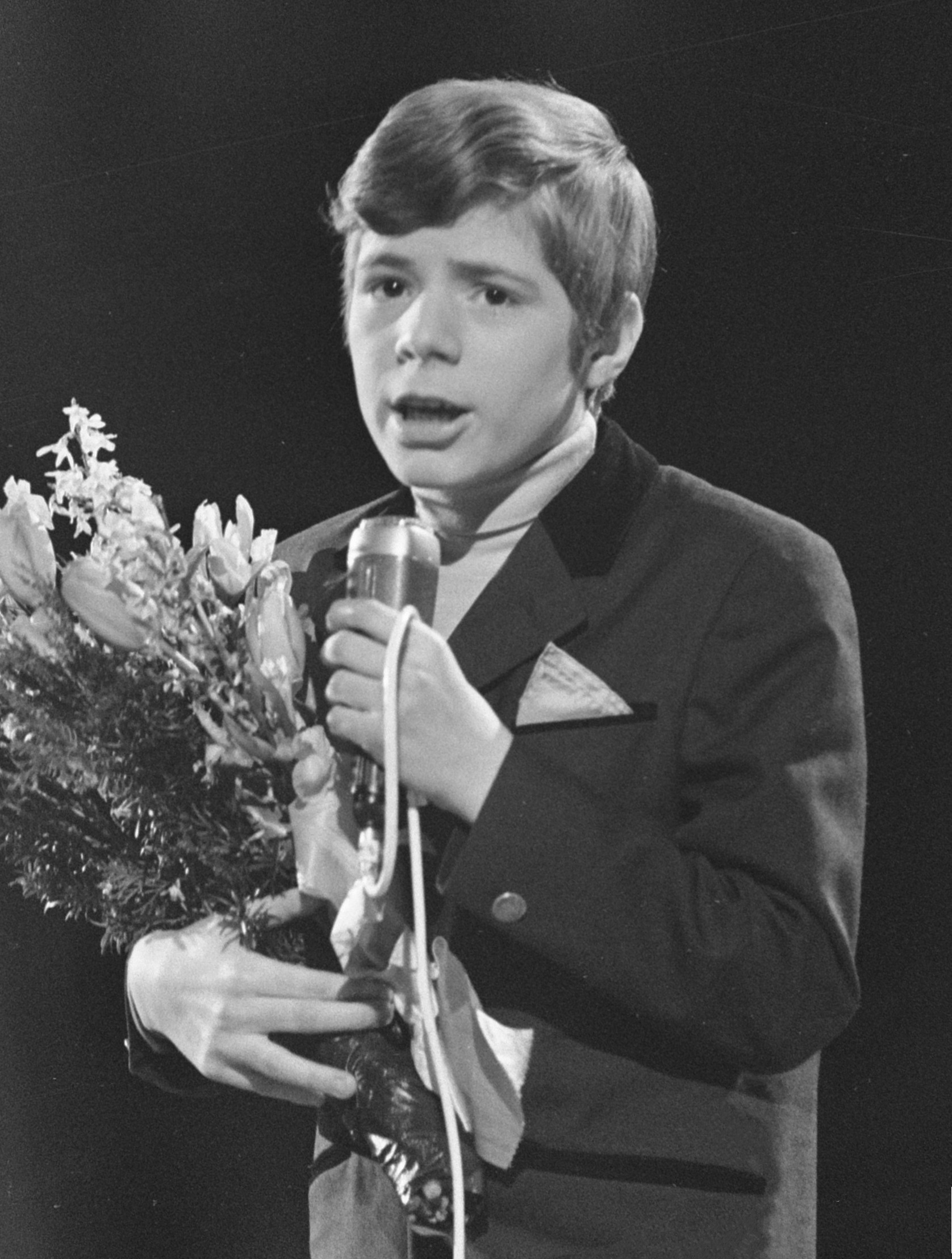
Heintje (1970)
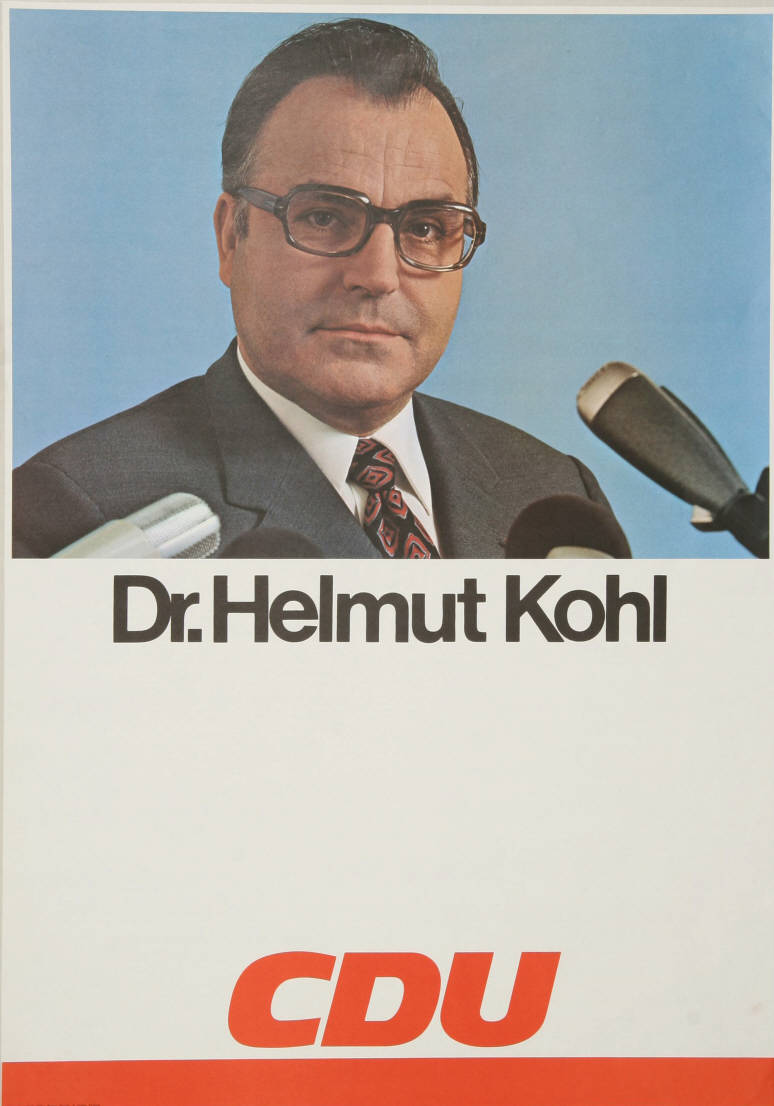
Helmut Kohl, Wahlplakat (1972)
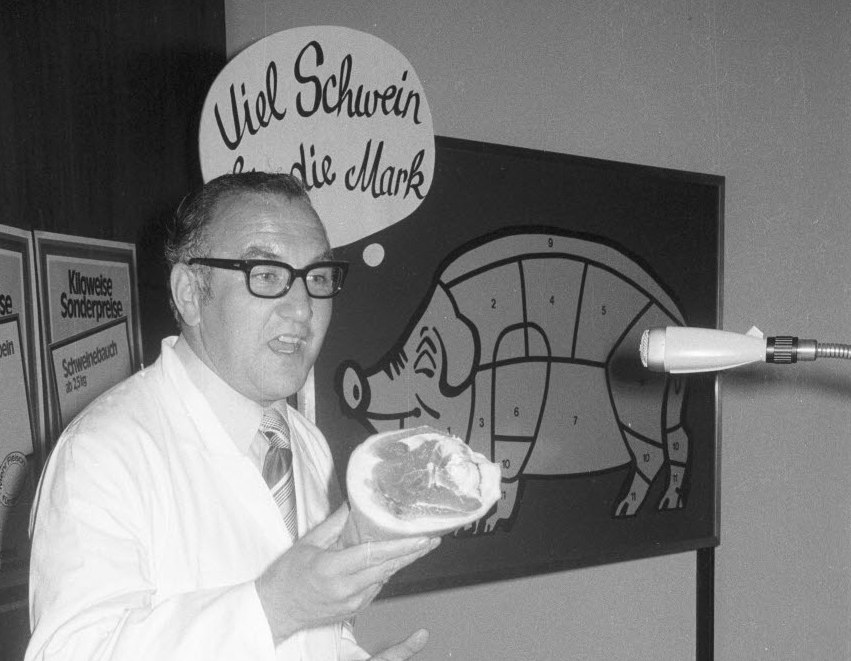
Centrale Marketing-Gesellschaft der deutschen Agrarwirtschaft (1974)
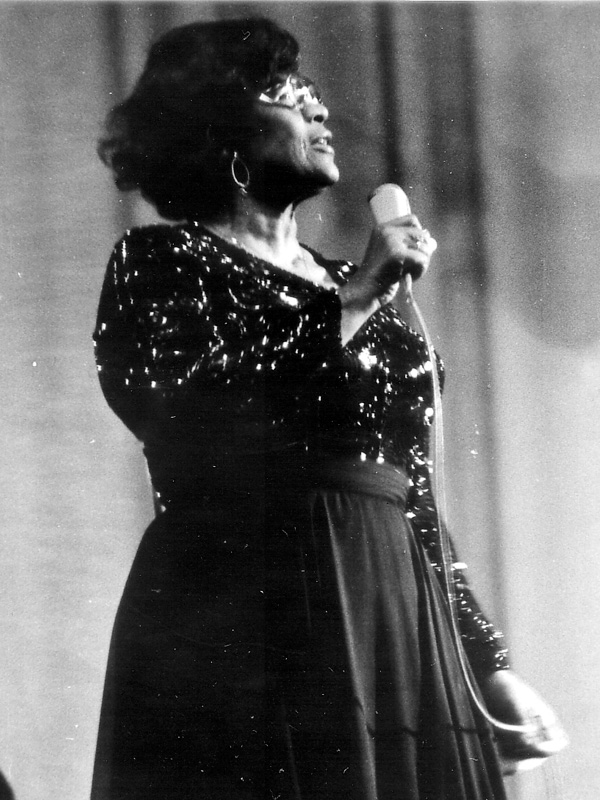
Ella Fitzgerald (1975)
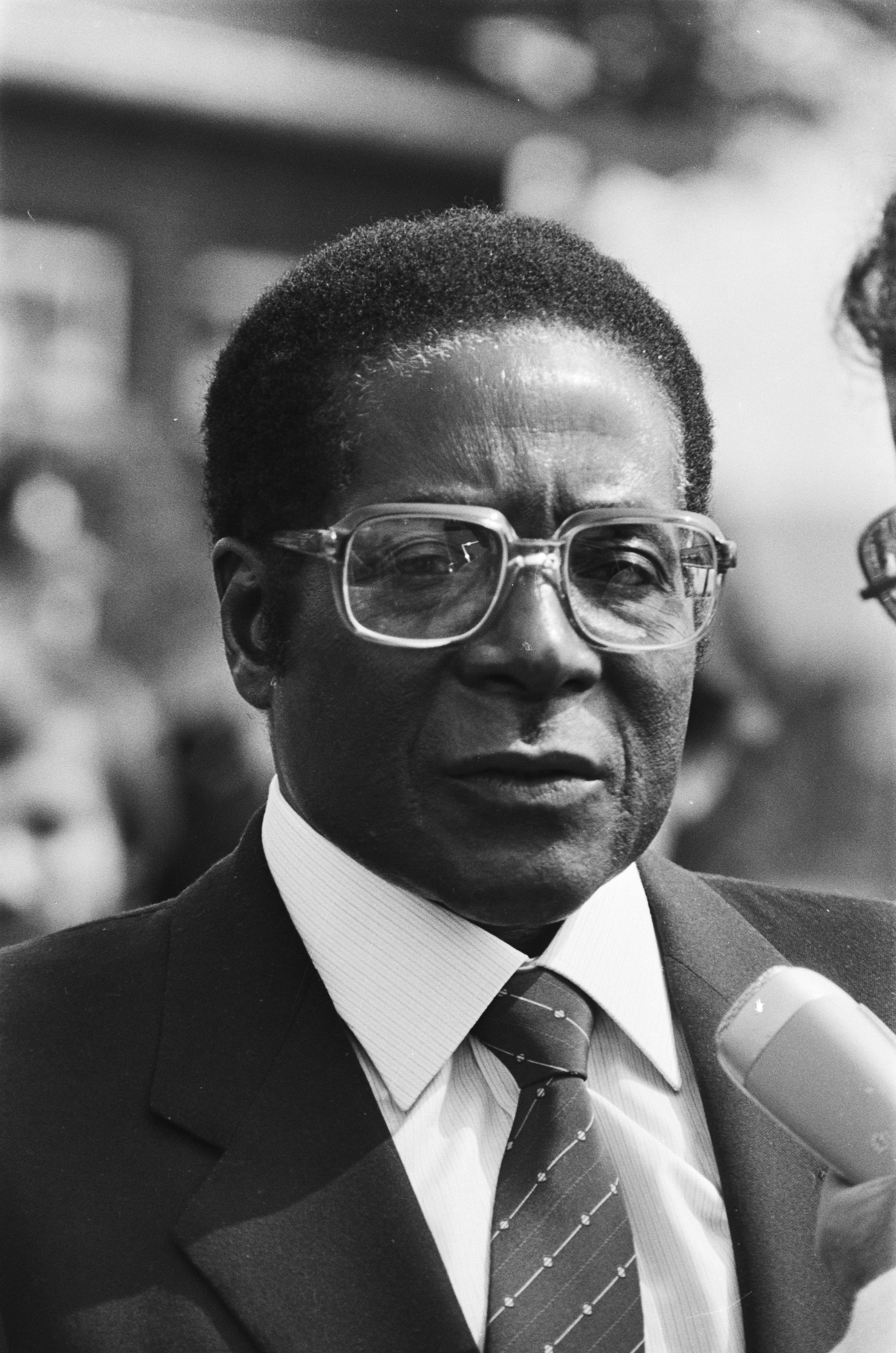
Robert Mugabe (1982)
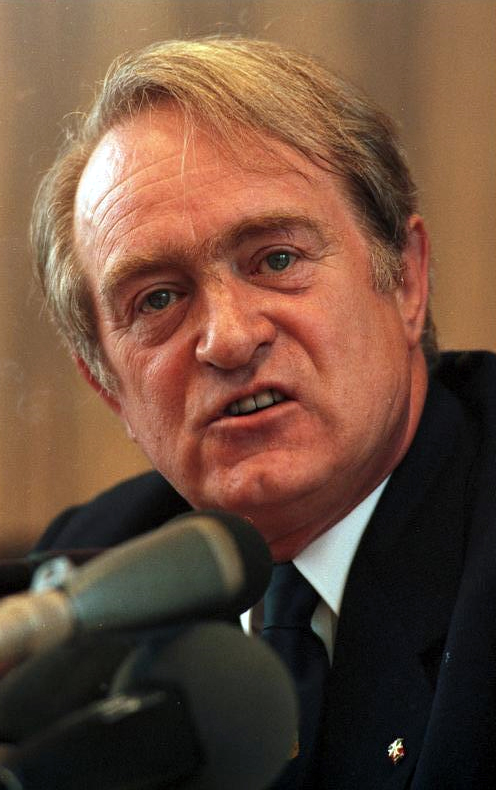
Johannes Rau (1986)
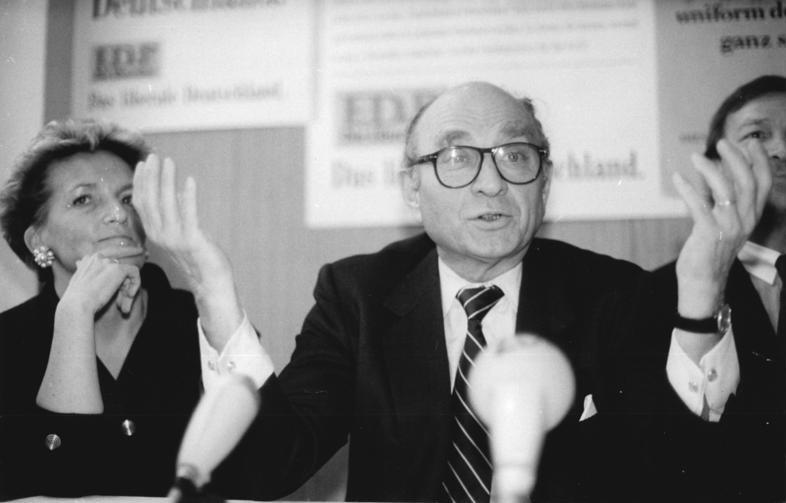
Otto Graf Lambsdorff (1990)